# Palazzo Bellia
Palazzo Bellia è un caratteristico edificio storico del Centro di Torino, prossimo a Piazza Castello.
Rappresenta l'emblema di una prima sperimentazione che, da un'impostazione ancora evidentemente eclettica, lascia trasparire primi stilemi Liberty e, insieme a opere successive come Villa Scott, Casa Fenoglio-La Fleur, Villino Raby, rappresenta uno dei massimi esempi torinesi di questo periodo.

## Storia

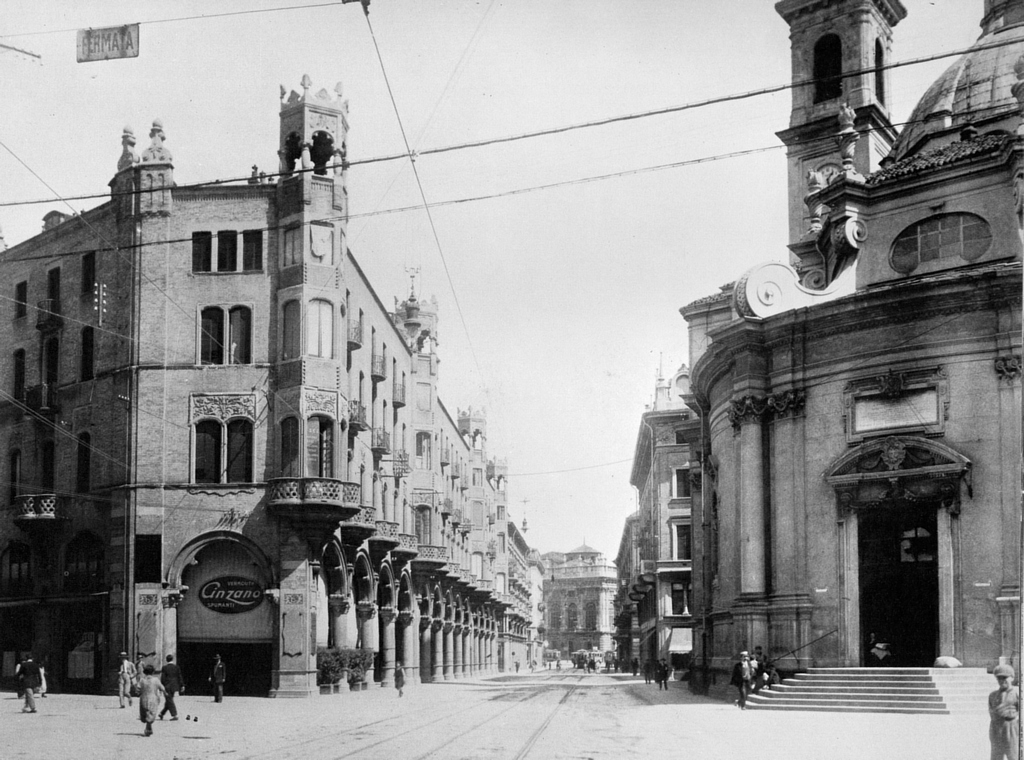
Una veduta dell'edificio risalente agli anni venti del Novecento.

L'area urbana su cui sorge l'edificio fu inserita nel piano regolatore che, tra il 1885 e il 1915, nel contesto di riqualificazione dell'"Isolato San Lazzaro", portò a demolire parte della vecchia e malsana "Contrada delle Quattro Pietre", tradizionalmente correlata al degrado delle aree intorno a via Barbaroux. L'edificio fu terminato nel 1898, dopo sei anni di lavori e prese il nome dall'impresa edile Bellia che lo realizzò.
Realizzato su progetto di Carlo Ceppi a seguito dello sventramento di fine Ottocento, il "Palazzo Bellia" sorse in asse con la nuova «via Diagonale», che in seguito venne rinominata via Pietro Micca. Tecnicamente all'avanguardia, fu il primo edificio civile torinese ad applicare il Systéme Hennebique per l'utilizzo del calcestruzzo armato per i solai realizzati a cura dell'impresa di G. A. Porcheddu e, stilisticamente, anticipò i temi fitomorfi e le sinuosità dello stile liberty che stava nascendo in Europa, ma che si affermò pienamente a Torino soltanto un lustro più tardi.

## Descrizione

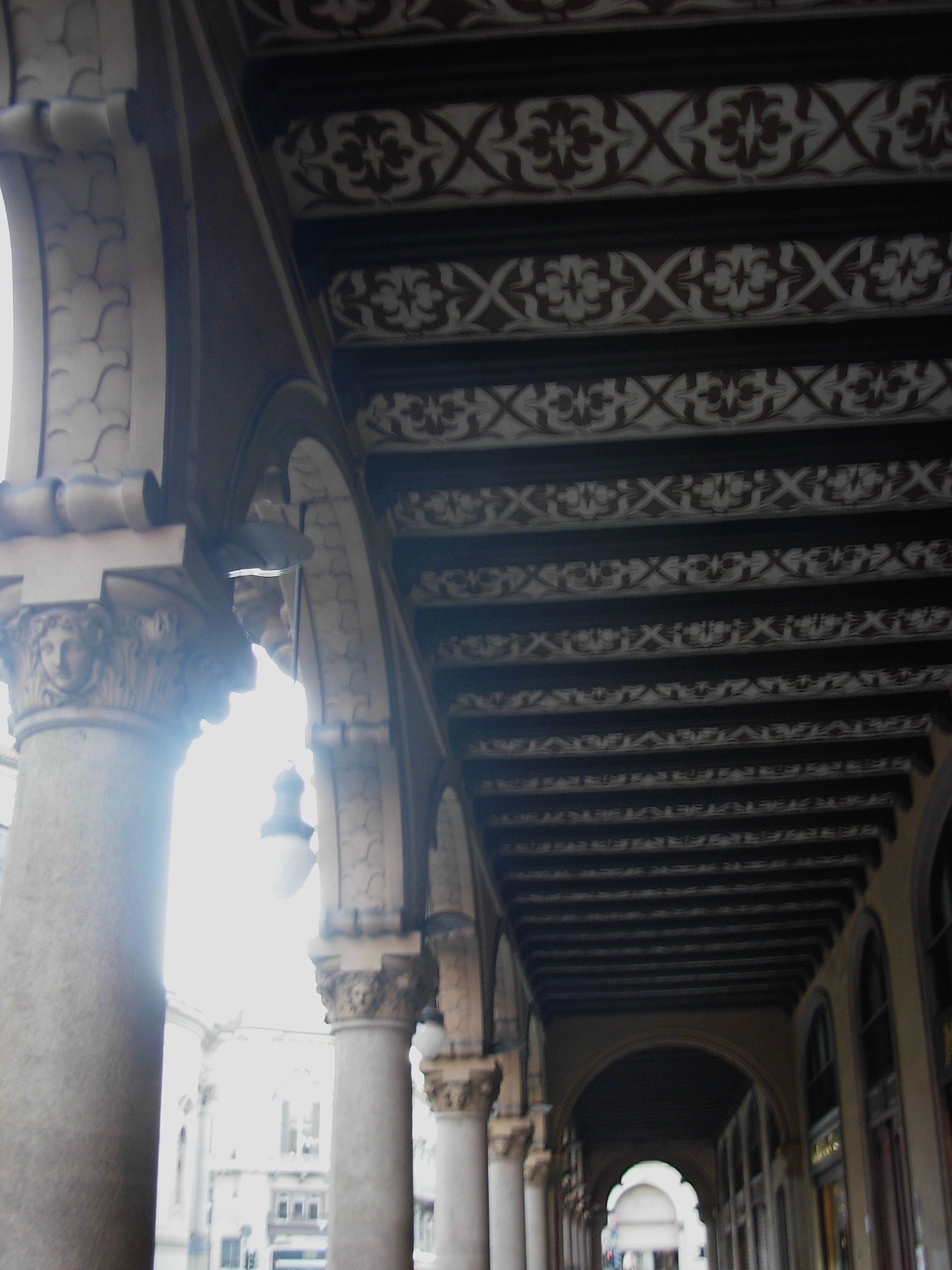
Travatura lignea decorata del portico

L'edificio presenta un largo uso di decorazioni in litocemento e si inserisce armonicamente nel contesto urbano della nuova arteria centrale di via Pietro Micca, garantendo anch'esso la continuità dei portici analogamente agli edifici attigui. L'ampio portico sottostante presenta archi trilobati sostenuti da colonne con capitelli antropomorfi. Il piano stradale ospita locali commerciali sormontati dal mezzanino e il prospetto principale affacciato su via Pietro Micca presenta decori floreali, finestre ad arco e bow-windows inseriti in quattro slanciate torrette, due di cui angolari, dettaglio che ne fa uno degli edifici più caratteristici di via Pietro Micca. Il soffitto ligneo del portico presenta una fitta decorazione fitomorfa che contrasta con la pavimentazione di piastrelle quadrangolari in litocemento decorato e con il rivestimento in pietra bianca e nera dei passi carrabili.